# Canthigaster natalensis
Canthigaster natalensis е вид лъчеперка от семейство Tetraodontidae. Видът не е застрашен от изчезване.

## Разпространение и местообитание
Разпространен е в Британска индоокеанска територия, Мавриций, Мозамбик, Реюнион и Южна Африка.
Среща се на дълбочина от 1 до 15 m, при температура на водата от 27,2 до 28,4 °C и соленост 34,7 – 35 ‰.

## Описание
На дължина достигат до 8,6 cm.